# 琉球先住民族まぶいぐみぬ会
琉球先住民族まぶいぐみぬ会（りゅうきゅうせんじゅうみんぞくまぶいぐみぬかい）は、沖縄の人々を「先住民族」とした国連決議に基づき、先住民族としての権利の保障・回復を求める団体である。

## 設立経緯
2021年12月8日に発足し、記者会見を行った。
国連人種差別撤廃委員会は沖縄の人々を先住民族とし、日本政府に勧告しているが、政府は勧告を受け入れていない。保守系市町村議員らは勧告の撤回を主張し、県議会に陳情を提出している。この経緯に危機感を抱き発足したという。「私たちは琉球人であり、先住民族だ。アイデンティティーは自分自身で決めるもので、それを強要する権限など、議員や議会といえども一切ない」と述べている。

## 主な活動
- 2023年11月14日、国連が定める先住民族の権利について知ってほしいとデモ活動を行った。ガマフヤーの具志堅隆松やハワイ在住の琉球独立派のロバート・カジワラも応援に駆け付けた[2]。
- 2023年11月28日、国連勧告の受け入れを日本政府に求めるよう県議会各会派に要望したと報告[3]。